# Pomocná mise OSN pro Rwandu
Pomocná mise OSN pro Rwandu, UNAMIR (anglicky United Nations Assistance Mission for Rwanda) byla mírová operace OSN ustanovená Radou bezpečnosti OSN podle smlouvy Arusha ze dne 4. srpna 1993. Operace probíhala od října 1993 do března 1996 a jejím hlavním cílem bylo sjednání míru mezi vládou Rwandy ovládanou Hutuy a tutsijskou povstaleckou armádou – tzv. Rwandskou vlasteneckou frontou (RPF).
Operace UNAMIR nebyla rozsahem a délkou svého mandátu schopna zabránit rwandské genocidě, masivnímu exodu rwandského obyvatelstva do okolních zemí a následné humanitární krizi. Z mezinárodního hlediska je tedy považována za selhání OSN a jejich vrcholných představitelů.

## Předehra
Za počátek občanské války ve Rwandě je považován masivní vpád příslušníků RPF z Ugandy do Rwandy v říjnu 1990. Vpád do Rwandy a následný pokus o ovládnutí státního území byl podmíněn dlouholetým sporem mezi oběma etniky táhnoucí se už od koloniálního období. Vyvrcholením sporu byly etnické čistky mezi lety 1959 - 1963, při nichž uprchly tisíce Tutsiů do okolních zemí, především do Ugandy. RPF požadovala ukončení dlouholetých etnických sporů, zastavení dalších útěků tutsijského obyvatelstva ze země a celkovou stabilizaci rozvrácené ekonomiky. RPF získala silnou podporu také u vrcholného představitele ugandské vlády Yoweri Museveniho. Ten se již dříve dostal v Ugandě k moci za podpory rwandských uprchlíků. Naproti tomu vláda Rwandy, jejímž představitelem byl od roku 1973 generál Juvénal Habyarimana, získala zahraniční podporu vlád Francie a Zairu.
RPF utrpěla těžkou porážku, hlavní město Kigali bylo bráněno i francouzskými parašutisty. Naproti tomu dřívější koloniální mocnost Belgie, která ovládala území Rwandy až do vyhlášení nezávislosti v roce 1962, se jakékoliv pomoci rwandské vládě v obraně před RPF vzdala. Hlavní vůdce RPF generál Fred Rwigema byl při bojích zabit a vedení se ujal Paul Kagame. Většina příslušníků RPF se nakonec musela stáhnout do pohoří Virunga, ačkoliv se jim podařilo udržet kontrolu nad malou částí území na severu.
Invaze RPF do Rwandy vzbudila v hutuské části obyvatelstva nedůvěru v Tutsie (asi 14% populace) a Tutsiové začali být veřejně označováni za ibyitso (spolupachatelé) nebo inyenzni (švábi). Protitutsijské nálady se šířily především magazínen Kangura a rozhlasovou a televizní stanicí Rádio Télévision Libre des Mille Collines, která vznikla bezprostředně po invazi. S tím vznikaly také první plány na masové vyvražďování Tutsiů, především kolem první dámy Agathe Habyarimana.
Mezi RPF a vládou Rwandy bylo podepsáno mnoho dohod o příměří, mezi nimiž byla i dohoda podepsána 22. července 1992 v tanzanském městě Arusha, která ustanovila 50člennou skupinu mezinárodních pozorovatelů Organizace africké jednoty (mise NMOG I). Ta byla vedená nigerijským generálem Ekundayo Opaleyem. Jednání o uzavření příměří byla narušena útokem RPF na počátku února 1993. Rwandská vláda obvinila Ugandu ze spolupráce s RPF, ta to ale odmítla. Vláda Rwandy v reakci na události odeslala předsedovi Rady bezpečnosti OSN žádost o přesun mezinárodních pozorovatelů na hranici mezi Rwandou a Ugandou.
29. července 1993 oznámil generální tajemník OSN Butrus Butrus-Ghálí ustanovení Pozorovatelské mise OSN v Ugandě a Rwandě (UNOMUR), jejímž velitelem se stal kanadský brigádní generál Roméo Dallaire. Dallaire měl k dispozici 81 mezinárodních pozorovatelů na hranicích Rwandy a Ugandy.
Od 16. března 1993 pokračují jednání v Arushe, kde je následně podepsána smlouva Arusha. Ta upravuje konečnou podobu vlády mezi většinovými Hutuy a RPF. Obě strany požádaly OSN o dohled nad dodržováním a realizováním smlouvy. Operace NMOG I byla rozšířena na operaci s označením NMOG II s celkovým počtem 130 mezinárodních pozorovatelů a mírových pracovníků.

## Realizace příměří
Počátek operace UNAMIR byl ustanoven na 5. října 1993 podle Rezoluce Rady bezpečnosti OSN č. 872. Její mandát zahrnoval zajištění bezpečnosti v hlavním městě Kigali, sledování dohody o příměří, zřízení rozšířené demilitarizované zóny, odminování některých oblastí, dovedení přechodné vlády k řádným volbám a koordinaci humanitárních prací. Operace UNAMIR čítala na 2 500 zaměstnanců, tohoto počtu bylo dosaženo po pěti měsících od ustanovení podle Rady bezpečnosti OSN.
V čele operace figuroval kamerunský politik Jacques-Roger Booh-Booh, velitelem se stal kanadský generál Roméo Dallaire. Část mezinárodních mírových sil (400 vojáků) měla v kontingentu i Belgie, která ovládala území Rwandy, a to i přesto, že OSN nepovoluje udržovat mír v bývalých koloniálních územích. Mimo Belgie měly největší zastoupení Ghana, Tunisko, Bangladéš a Kanada.
Zpoždění mise UNAMIR i inaugurace prezidenta Habyarimany až 5. ledna 1994 vedly k několika vlnám násilí, které doprovázely i dva atentáty na představitele rwandské vlády. Během nepokojů bylo zaútočeno na konvoj vojáků UNAMIR. Z tohoto důvodu bylo 5. dubna 1994 rozhodnuto o prodloužení mandátu operace UNOMUR až do 29. července 1994. OSN vyjádřila hluboké znepokojení s bezpečnostní situací v zemi, zvláště pak v Kigali.
Zajímavostí je, že v roce 1994 nabídl Jihoafričan Eeben Barlow OSN možnost zásahu své žoldnéřské soukromé organizace Executive outcomes. I přes velmi nízkou nabízenou cenu (600 000 USD za den) OSN tuto nabídku odmítla, protože se žoldnéři odmítali spolupracovat a cena se jim zdála vysoká. Následná mise OSN stála 3 miliony USD denně, přičemž na základě zkušeností z Angoly se experti shodují, že EO by dokázala na situaci reagovat na rozdíl od OSN okamžitě a ukončit konflikt v řádu týdnů. Pod vlajkou humanismu OSN tak ve Rwandě následovala genocida.

## Genocida

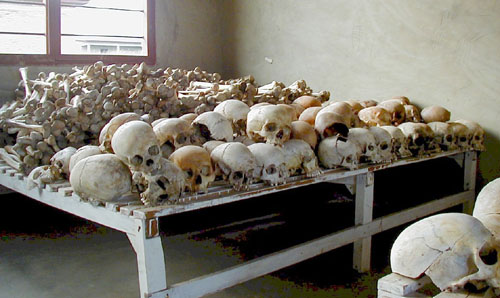
Lebky rwandských obyvatel zabitých při genocidě

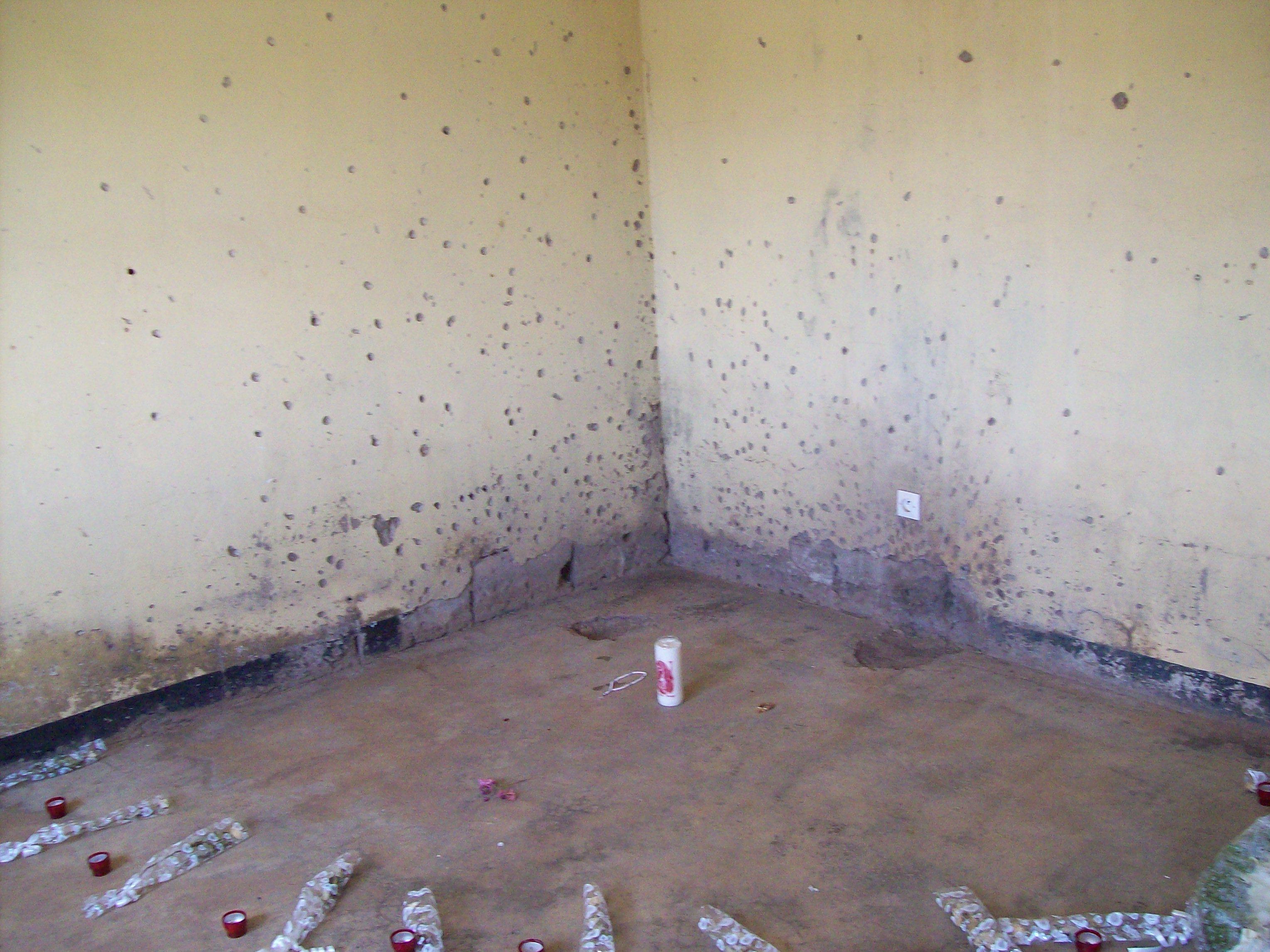
Památník belgickým vojákům v Kigali

Nepokoje a křehký mír byl narušen 6. dubna 1994, když bylo sestřeleno letadlo s prezidentem Habyarimanou a burundským prezidentem Cyprienem Ntaryamirou poblíž Kigali. Během následujících 100 dnů došlo ke rwandské genocidě. Odhaduje se, že při ní bylo zabito 800 tisíc až jeden milion Tutsiů a politicky umírněných Hutuů. Mezi prvními oběťmi genocidy byla rwandská premiérka Agathe Uwilingiyimana a 10 belgických vojáků operace UNAMIR, kteří ji měli chránit. Mandát mise UNAMIR byl sestaven podle kapitoly IV Charty OSN, jejíž hlavní náplní mělo být dodržování kontroly nad mírovým jednáním podle smlouvy Arusha. Vedení mise UNAMIR byla právně bezmocná v ochraně civilistů.
Po zabití 10 svých vojáků rozhodla Belgie o stažení belgické části kontingentu zpět do země. Rozhodnutí bylo ovlivněno především neúspěchem amerických vojáků v Somálsku v roce 1993, taktéž při mírové operaci OSN. Pouhých 270 vojáků operace UNAMIR v čele s generálem Dallairem se rozhodlo bojovat a chránit životy civilistů. Roméo Dallaire sám byl pevně rozhodnut zabránit genocidě, co mu síly stačily, a to i přes rozhodnutí, že členové mise UNAMIR musí zemi opustit. Jeho snaha byla podpořena méně než 200 místními úřady. I přes torzo mise UNAMIR se skupinám vojáků podařilo zachránit životy několika tisícům Tutsiů. Generál Dallaire žádal o 5000 vojáků, kteří by měli v oblasti působit, jeho žádost byla však zamítnuta.
17. května 1994 přijala Rada bezpečnosti OSN rezoluci, která rozhodla o vyslání 5500 vojáků do oblasti. Nikdy však nebylo upřesněno, zda budou moci vojáci v souladu s mandátem mise UNAMIR zasáhnout proti genocidě. Mnohé z členských států OSN také odmítly přispět svými vojáky, dokud se situace v zemi nestabilizuje natolik, že skončí největší masakry.
Na počátku července byl do vedení mise povolán pákistánský diplomat Shahryar Khan namísto dosavadního kamerunského politika Jacquese-Rogera Booh-Booha.

## Následky genocidy

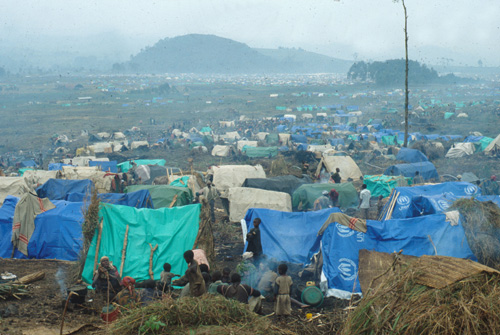
Tábor rwandských uprchlíků v Zairu

Během genocidy bylo zabito přes 800 tisíc Tutsiů a politicky umírněných Hutuů. Další statisíce byly vyhnány ze svých domovů do uprchlických táborů v okolních zemích. V okolí jezera Kivu bylo drženo až 1,2 milionů uprchlíků. Země se ocitla v naprosté humanitární a hospodářské krizi, s jejichž následky se vyrovnává dodnes. Do Rwandy jsou stále dovážena obrovská množství potravin a jiných humanitárních zásob.
V roce 1994 se stal prezidentem země Paul Kagame, někdejší vůdce RPF, který je prezidentem dodnes. V srpnu téhož roku byl velitelem mise UNAMIR pověřen kanadský voják Guy Tousignant. V zemi dodnes působí řada mezinárodních organizací, které dohlížejí nad dodržováním míru. Mandát mise UNAMIR vypršel 8. března 1996. Během mise bylo ztraceno 27 zaměstnanců mise, z toho 22 vojáků, tři mezinárodní pozorovatelé, jeden civilní policista a jeden civilní zaměstnanec.

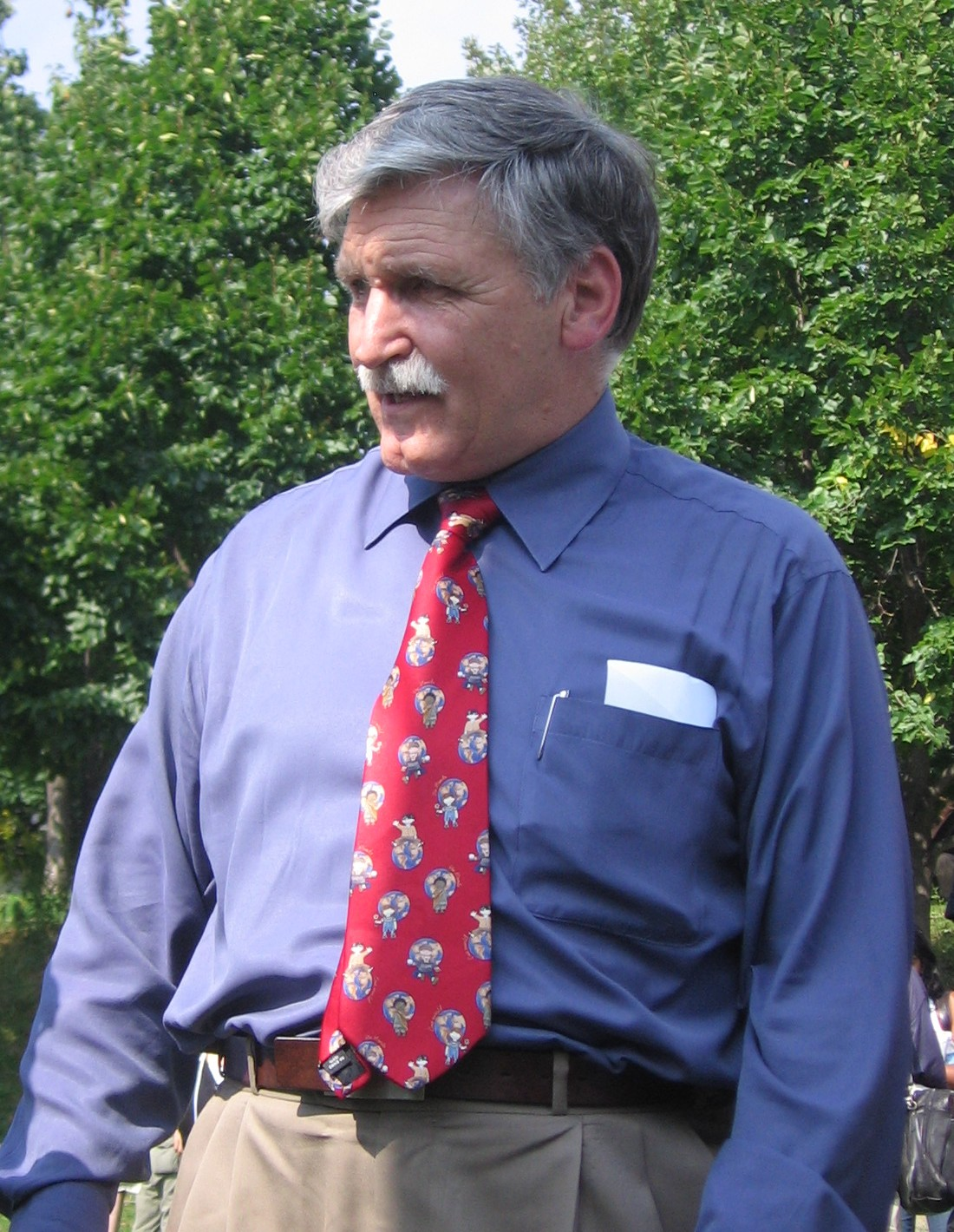
Roméo Dallaire

Roméo Dallaire trpí od roku 1994 posttraumatickou stresovou poruchou. Je obzvláště kritický k vedení OSN, především pak ke krokům tehdejšího generálního tajemníka Kofiho Annana. Kritizuje byrokracii v OSN a neschopnost účinně zareagovat na mezinárodní konflikty. Sám sebe obviňuje, že nedokázal zabránit tak rozsáhlé genocidě, ačkoliv již několik měsíců před jejím vypuknutím upozorňoval OSN na sklady zbraní. Sám se pokusil o sebevraždu a ukončil vojenskou službu. Je autorem knihy Shake Hands with the Devil (později zfilmované), která shrnuje jeho pohled na to, co se ve Rwandě událo, a obviňuje OSN, že se svojí nečinností stala spoluviníkem na této genocidě. V roce 2005 byl zvolen senátorem.
Mezi země tvořící součást operace UNAMIR patří Argentina, Austrálie, Rakousko, Bangladéš, Belgie, Brazílie, Kanada, Čad, Kongo[nepřesný odkaz], Džibutsko, Egypt, Etiopie, Fidži, Německo, Ghana, Guinea, Guinea-Bissau, Guyana, Indie, Jordánsko, Keňa, Malawi, Mali, Nizozemsko, Niger, Nigérie, Pákistán, Polsko, Rumunsko, Rusko, Senegal, Slovensko, Španělsko, Švýcarsko, Togo, Tunisko, Spojené království, Uruguay, Zambie a Zimbabwe.